# Reynolds (Illinois)
Reynolds is een plaats (village) in de Amerikaanse staat Illinois, en valt bestuurlijk gezien onder Mercer County en Rock Island County.

## Demografie
Bij de volkstelling in 2000 werd het aantal inwoners vastgesteld op 508. In 2006 is het aantal inwoners door het United States Census Bureau geschat op 491, een daling van 17 (-3,3%).

## Geografie
Volgens het United States Census Bureau beslaat de plaats een oppervlakte van 1,0 km², geheel bestaande uit land. Reynolds ligt op ongeveer 246 m boven zeeniveau.

## Plaatsen in de nabije omgeving
De onderstaande figuur toont nabijgelegen plaatsen in een straal van 16 km rond Reynolds.